# Murina puta
Murina puta — вид ссавців родини лиликових.

## Проживання, поведінка
Країна поширення: Тайвань. Проживає в гористих лісах. Вирубка лісів є потенційною загрозою для цього виду, оскільки вид обмежений первинними лісами.

## Загрози та охорона
Поки не відомо, чи вид присутній в будь-яких з охоронних територій.